# Marie-Elisabeth-Lüders-Steg
Der als Marie-Elisabeth-Lüders-Steg bezeichnete Spreeübergang ist eine öffentliche Gebäudebrücke für Fußgänger zwischen den Parlamentsneubauten Marie-Elisabeth-Lüders-Haus (MELH) und Paul-Löbe-Haus (PLH) im Berliner Ortsteil Mitte des gleichnamigen Bezirks.

## Namensgebung, Beschreibung
Einen amtlichen Namen trägt das nach Plänen des Architekten Stephan Braunfels, der auch die beiden Parlamentsbauten geplant hat, errichtete Bauwerk nicht. Der trotzdem verwendete Name leitet sich von dem Regierungsgebäude ab, an dem die Brücke angebaut ist. Genau genommen handelt es sich um eine Doppelbrücke, deren unterer Teil in einem sanften Bogen die Spree überspannt und an dem horizontalen Stahlfachwerk mittig an zwei Zugankern angehängt ist.
Oberhalb des Bogens verbindet eine 100 Meter lange Gebäudebrücke die beiden Häuser in der sechsten Etage, die nur aus deren Innerem zugänglich und mit einem Wetterschutzdach versehen ist. Die ursprünglich vorgesehene Fensterverkleidung wurde aus Gründen des Vogelschutzes nicht realisiert. – Im Bundestagsjargon heißt die obere Brücke auch „höhere Beamtenlaufbahn“, an ihrem Geländer befindet sich ein Schild mit der Aufschrift Jakob-Mierscheid-Steg. Die Person Jakob Mierscheid gab es nicht, der an dem Steg erst am 1. April 2014 angebrachte Name ist ironisch gemeint und bezieht sich auf die Nutzung durch Politiker. Das Namensschild wurde von Katarina Barley und Thomas Oppermann im Beisein von Michelle Müntefering medienwirksam angeschraubt.
Die beiden Stege sind, zusammen mit dem vom Bundeskanzleramt zum Kanzlergarten führenden Kanzleramtssteg über den Fluss, konstruktive Bestandteile des Bandes des Bundes. Dieses Band bildet eine geradlinige Bebauung im Regierungsviertel über die mäandernde Spree in Ost-West-Ausrichtung und soll auch die verbindende Tätigkeit der Ministerien für Ost- und Westdeutschland symbolisieren. Gleichzeitig hat sein Ideengeber, Architekt Axel Schultes, damit einen deutlichen Kontrapunkt zu der in der NS-Zeit in Nord-Süd-Richtung geplanten Welthauptstadt Germania gegeben. Im Bauzeitraum der Regierungsneubauten hat sich die Bezeichnung „Sprung über die Spree“ für den Fußgängersteg eingebürgert, die vom Architekten selbst vorgegeben war.
Als sprechbare Namen der beiden Stege werden auch Untere Brücke und Obere Brücke oder Vom PLH zum MELH verwendet.